# Besa Shahini
Besa Shahini (nascida a 1982) é uma política albanesa, nascida no Kosovo, que serviu como Ministra da Educação, Desporto e Juventude no segundo governo de Edi Rama.